# Ivan Frgić
Ivan Frgić (ur. 18 lipca 1953 w Somborze, zm. 31 października 2015 tamże) – zapaśnik. W barwach Jugosławii srebrny medalista olimpijski z Montrealu.
Zawody w 1976 były jego pierwszymi igrzyskami olimpijskimi. Walczył w stylu klasycznym. Medal wywalczył w kategorii do 57 kilogramów. Sięgnął po srebro mistrzostw świata w 1978 oraz brąz w 1974 i 1977. W mistrzostwach Europy zwyciężył w 1975 i był trzeci w 1975. Na igrzyskach śródziemnomorskich triumfował w 1975 i 1979. Wicemistrz uniwersjady w 1977. Brał udział w igrzyskach w 1980 roku, gdzie zajął czwarte miejsce.